# DJ KYOKO
DJ KYOKO（ディージェイ キョーコ）は、日本を中心に活動するDJ、ミュージシャンである。

## 来歴
2003年に本格的なDJキャリアをスタートさせて以来、年間120本に及ぶパーティのDJを務める。2013年1月にベルリンのレーベル「Farben」からワールドワイド・リリースした『Time’s Fool』をはじめ、過去6タイトルの累計販売枚数は20,000 枚を超えた。2016年末、4年ぶりの新作『SPONGE』をリリース。
高校生時代はACIDMANが好きで、ライブハウスによく足を運んでいた。

## ディスコグラフィ
| リリース日     | タイトル                      | レーベル               | 品番       |
| -------------- | ----------------------------- | ---------------------- | ---------- |
| 2009年07月15日 | XXX -DANCE WIV ME-            | KSR                    | KCCD-371   |
| 2010年02月14日 | XXX -If You Came Here-        | KSR                    | KCCD-392   |
| 2010年07月14日 | XXX -EVERYBODY NEEDS-         | KSR                    | KCCD-403   |
| 2010年12月24日 | XXX -Reckless With Your Love- | KSR                    | KCCD-426   |
| 2012年01月18日 | PAPER TRAIL OF NIGHT          | ポニーキャニオン       | PCCA-03518 |
| 2013年01月30日 | Time’s Fool                   | Farben/KSR             | KCCD-516   |
| 2016年12月14日 | SPONGE                        | Funkasia Entertainment | FECD-0002  |